# Landiolol
Landiolol je lek koji deluje kao visoko kardioselektivni, ultra kraktotrajni beta blokator. On se koristi kao antiaritmički agens.

## Literatura
- Yoshiya I (1998). „[Landiolol hydrochloride, a new sympathetic beta blocker]”. Masui (на језику: Japanese). 47 Suppl: S126—32. PMID 9921175.
- Ogata J, Okamoto T, Minami K (2003). „Landiolol for the treatment of tachyarrhythmia associated with atrial fibrillation”. Can J Anaesth. 50 (7): 753. PMID 12944459. doi:10.1007/BF03018726.